# Bartholomäus Ehinger

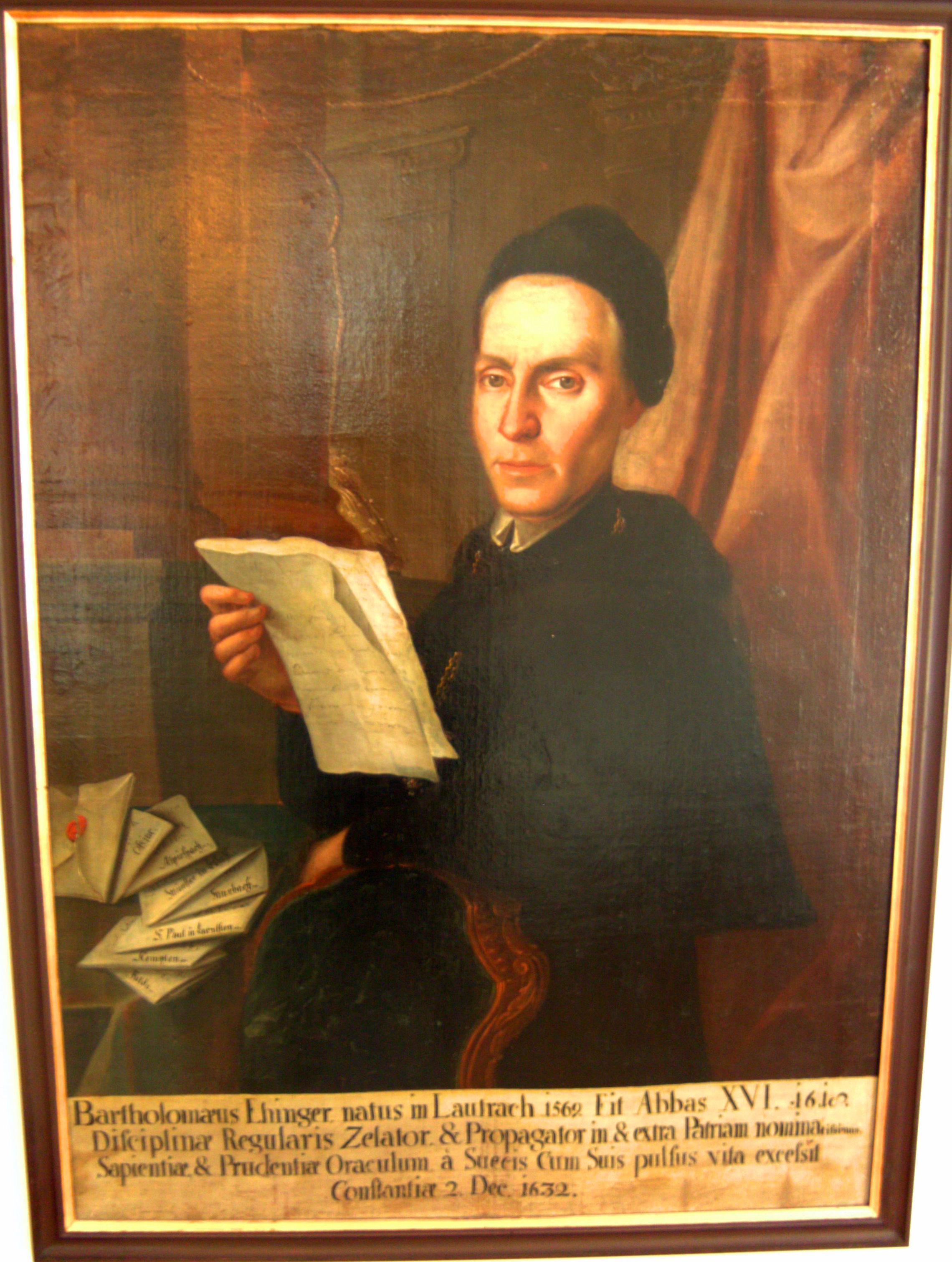
Reichsabt Bartholomäus Ehinger

Bartholomäus Ehinger OSB (* 1569 in Lautrach; † 2. Dezember 1632 in Konstanz) war von 1618 bis 1632 der 16. Abt der Reichsabtei Ochsenhausen im heutigen Landkreis Biberach in Oberschwaben.

## Leben
Bartholomäus Ehinger trat der Ordensgemeinschaft der Benediktiner bei und legte in der Reichsabtei Ochsenhausen unter Abt Johannes Ernst 1586 die Ordensgelübde ab. Er war zunächst Hilfspriester in Reinstetten und empfing 1595 die Priesterweihe. Er wurde am 15. Dezember 1618 im Konvent unter Vorsitz von Johannes Lang zum Abt gewählt. Von 1618 bis 1632 war er Abt der Reichsabtei Ochsenhausen. Er konnte die Arbeit seines Vorgängers Abt Johannes Lang fortsetzen und endlich die vom Konzil von Trient angemahnte Erneuerung der benediktinischen Ordensdisziplin in Ochsenhausen herbeiführen. Er war auch Nachfolger Georg Wegelins als Visitator der Oberschwäbische Benediktinerkongregation, stellte 1626 und 1630 dieses Amt zur Verfügung, wurde aber gebeten, es fernerhin zu verwalten. 1624 kam Abt Bartholomäus der Bitte von Fürstabt Johann Euchar von Wolfurt nach und unterstützte die Reformierung des Fürststifts Kempten, jedoch nur bis zum Tode des Fürstabts 1628. 1627 wurde er ebenfalls zur Erneuerung der benediktinischen Ordensdisziplin in das Kloster nach Munster, Elsass, gerufen.
Bartholomäus Ehinger eröffnete, getrieben durch die jesuitischen Reformen an den Universitäten Dillingen und Universität Freiburg im Breisgau (Gymnasium academicum), im Jahre 1623 im Ummendorfer Schloss bei Biberach an der Riß eine Hohe Schule. Die Schule führte ihre philosophisch-theologischen Studien, durch die Lehrerschaft Oswald Hammerers, Roman Hans und Bernhard Becks, bis in die 1650er Jahre durch.
In seiner Funktion als Präses der Schwäbischen Benediktiner-Kongregation engagierte er sich insbesondere für die Wiederherstellung der Benediktinerklöster, die im Zuge der Reformation geschlossen wurden. 1630 fragte er Papst Urban VIII. um Unterstützung an, die ihm gewährt wurde.

## Dreißigjähriger Krieg
Im Dreißigjährigen Krieg, der Oberschwaben überzog, musste er 1632 vor den Truppen Gustav Adolfs von Schweden fliehen. Die Reichsabtei sowie auch die Hohe Schule Ummendorf wurden geplündert und erheblich beschädigt. Abt Bartholomäus flüchtete am 12. April 1632 über Schloss Hersberg am Bodensee und Rorschach nach St. Gallen. Da St. Gallen mit Flüchtlingen überlaufen war, fand er eine Unterkunft bei seinem Studienfreund Johann Anton Tritt von Wilderen, Weihbischof in Konstanz. Er starb in Konstanz und wurde in der Kirche des Klosters Petershausen, einer benediktinischen Reichsabtei, beigesetzt.